# Precis semitypica
Precis semitypica är en fjärilsart som beskrevs av Aurivillius 1898. Precis semitypica ingår i släktet Precis och familjen praktfjärilar. Inga underarter finns listade i Catalogue of Life.